# 北部省 (海地)
北部省是海地的10個省之一，位於該國北部，首府設於海地角，東鄰東北省，南毗中央省和阿蒂博尼特省，西臨西北省，面積2,106平方公里，下分7縣，2015年人口1,067,177，人口密度為每平方公里458.9人。

## 歷史
1791年8月22日發生了奴隸起義，使該國陷入內戰。在接下來的十天內，奴隸控制了整個北部省份。一年之內，該島局面混亂。奴隸焚燒了他們被迫工作的種植園，殺死了種植園主和其他白人。這是海地革命的開始。 1804年，海地宣布自己為自由共和國，但在亨利·克里斯托弗的領導下，北部爆發了內戰。克里斯多夫於1811年宣布北部自治領為王國，並加冕自己為海地國王亨利一世。 1820年，亨利國王中風身亡，導致其軍隊和權力失去控制。1820年10月26日，海地部隊攻占海地角，使海地重新組建後，時任海地總統的讓·皮埃爾·博耶重新佔領了該地區。
19°46′00″N 72°12′00″W / 19.7667°N 72.2°W
1. ↑  http://www.ihsi.ht/pdf/projection/Estimat_PopTotal_18ans_Menag2015.pdf （页面存档备份，存于） [裸網址]
2. ↑  . hdi.globaldatalab.org.   [2018-09-13]. （原始内容存档于2018-09-23） （英语）.